# Karine Ruby
Karine Ruby (Bonneville, 4 de janeiro de 1978 – 29 de maio de 2009) foi uma snowboarder francesa campeã olímpica da modalidade. Ganhou duas medalhas nas Olimpíadas de Inverno: ouro no slalom gigante em Nagano 1998, e prata no slalom gigante paralelo em Salt Lake City 2002.
Em 2005, ganhou bronze no Winter X Games, em Aspen, na modalidade snowboard cross. Em 2006 disputou as Olimpíadas de Turim sendo eliminada nas quartas-de-final, se aposentando ao final da competição. Foi hexacampeã mundial de snowboard com 65 vitórias.
Ruby estava treinando para se tornar uma guia de montanha, processo que exigia quinze anos de experiência, quando veio a falecer em 29 de maio de 2009 aos 31 anos de idade, após um acidente ao escalar o Monte Branco. Enquanto descia pela área do Tour Ronde da montanha, Ruby caiu em uma fenda na geleira, arrastado em conjunto outros dois parceiros de escalada que iam amarrados uns aos outros. Um dos homem do grupo foi morto na queda, enquanto o outro sofreu ferimentos graves e foi hospitalizado depois de serem evacuados do local por helicóptero.